# Верхний (Иркутская область)
Верхний — населённый пункт (участок) в Заларинском районе Иркутской области России. Входит в состав Моисеевского муниципального образования. Находится примерно в 71 км к юго-западу от районного центра.

## Население
| 2002 | 2010 | 2011 | 2012 |
| ---- | ---- | ---- | ---- |
| 72   | ↘49  | →49  | ↗51  |

Гендерный состав
По данным Всероссийской переписи, в 2010 году в населённом пункте проживало 49 человек (29 мужчин и 20 женщин).